# Photoflood
La bombeta photoflood, o projector portàtil sobrevoltat, és dissenyada durant els anys 40 especialment per ser utilitzada en l'àmbit de la fotografia en estudis. Produeixen una llum blanca intensa que té una potència lumínica comparable a la d'un flash a causa d'un augment en el seu voltatge. Un dels avantatges principals d'aquest tipus d'il·luminació era la capacitat de connectar-se a la xarxa. La seva potencia oscil·la entre 250 i 500 W amb facilitat, proporcionant una temperatura de color regulada gràcies a la seva composició de filaments. Son extremadament lluminoses, emitint, en el cas d'una de 500 W, la mateixa llum que una bombeta normal amb una potencia de 1.600 W. No obstant, es sobrecalenten ràpidament i el seu període de vida avui en dia ens sembla bastant limitat (no supera les dues hores de vida) conseqüència de la seva força de voltatge.
Aquesta temperatura és de 3.400º K, suprimint la necessitat d'emprar filtres amb pel·lícula de tungstè de tipus A.
Aquestes bombetes van muntades en carcasses que inclouen una pinça, facilitant així la seva incorporació en qualsevol espai (amb especial importància de petits trípodes).
Actualment l'ús de la bombeta photoflood està en detriment, ja que existeixen opcions més assequibles i de duració més llarga com poden ser els tubs fluorescents, les bombetes al·lògenes o el led. En l'actualitat, només es poden trobar als catàlegs d'Osram i Philips.

## Ús en el cinema
El primer ús d'aquest recurs d'il·luminació a un film va ser per part de William H. Daniels a Naked City (1948) Dir. Jules Dassin. En l'àmbit audiovisual, aquestes bombetes permeten als treballadors de la indústria treballar amb un equip més lleuger aconseguint la mateixa potència llumínica. Aquest factor resulta molt important per als autors de la nouvelle vague.